# Roulé
Roulé (em tradução livre, "enrolado") foi uma gravadora francesa fundada em 1995 por Thomas Bangalter (ex Daft Punk). 
Pela preferência aos vinis, somente três álbuns foram lançados pela gravadora em formato CD: Stardust, So Much Love To Give (Together), e a trilha sonora de Irréversible (filme de Gaspar Noé).
A Roulé também detinha uma gravadora paralela chamada Scratché ("riscado" em francês) que também lançou um disco de 1998 do dueto The Buffalo Bunch (formado por Paul de Homem-Christo, e Romain Séo).
A gravadora foi encerrada em 2018.

## Artistas
- Thomas Bangalter
- Alan Braxe
- Roy Davis Jr.
- Stardust
- Romanthony
- DJ Falcon
- Together